# Provincia de Bautista Saavedra
La provincia de Bautista Saavedra se encuentra en la parte central oeste del departamento de La Paz en Bolivia. Tiene un área de 2.525 km² y una población de 16.308 habitantes (según el Censo INE 2012). La capital provincial es Charazani en el municipio homónimo.
En el municipio de Curva se encuentra un asentamiento muy importante de la medicina Kallawaya, la cual es de uso común en la región.

## Historia
La provincia fue creada mediante ley del 17 de noviembre de 1948, durante el gobierno de Enrique Hertzog, separándose de la provincia de Muñecas, y nombrada en honor al presidente Bautista Saavedra Mallea.

## Estructura
La provincia de Bautista Saavedra está dividida administrativamente en 2 municipios:
1. Charazani
2. Curva

## Geografía
La cordillera Oriental atraviesa la provincia y crea una variedad de climas desde planicies frígidas cerca de las cumbres en el sector de Ulla Ulla, cabeceras de valle y yungas al noreste de la provincia llegando a Camata. En la provincia se encuentra parte del área natural de manejo integrado Apolobamba, creada para proteger ecosistemas altoandinos.

### Ubicación
Limita al norte con la provincia de Franz Tamayo, al sur con las provincias de Camacho y Muñecas, al este con la provincia de Larecaja y al oeste con la república del Perú.

## Demografía
De acuerdo con el censo boliviano de 2024, la población de la provincia de Bautista Saavedra es de 22 277 habitantes.
La población de la provincia se ha más que duplicado en las últimas tres décadas:
| Año  | Habitantes | Fuente |
| ---- | ---------- | ------ |
| 1992 | 9 995      | Censo  |
| 2001 | 11 475     | Censo  |
| 2012 | 16 308     | Censo  |
| 2024 | 22 277     | Censo  |